# 小野元春
小野 元春（おの もとはる、7月16日 - ）は、日本の男性声優。北海道出身。青二プロダクション所属。

## 人物
資格・免許は知的財産管理技能士3級、普通自動車免許。
趣味は読書、筋トレ、映画鑑賞、スイーツ食べ歩き、掃除。特技は和太鼓、一人立獅子舞、少林寺拳法（型）。

## 出演

### テレビアニメ
2021年
- 出会って5秒でバトル（奴隷②）
- デジモンゴーストゲーム（2021年 - 2022年、ツヨシ、サラリーマン、運転手、緑式神、警官 他）
- ONE PIECE（2020年 - 2022年、海賊）

2022年
- 聖剣伝説 Legend of Mana -The Teardrop Crystal-（ウェイター、帝国兵）

2023年
- クレヨンしんちゃん（客A）
- Helck（クレス）
- 婚約破棄された令嬢を拾った俺が、イケナイことを教え込む（子フェンリル）

2024年
- 外科医エリーゼ（見習い、兵、医者）
- 結婚指輪物語（暗殺者）
- 義妹生活（佐々木知也、書店スタッフ）
- ちびまる子ちゃん（お父さん）

2025年
- 名探偵コナン（男性客、刑事）
- クラスの大嫌いな女子と結婚することになった。（男子生徒D）
- 紫雲寺家の子供たち（カップル男B）
- 帝乃三姉妹は案外、チョロい。（才華学園生徒）

### Webアニメ
- 賭ケグルイ双（2022年、ナレーション）

### ゲーム
- ミシックヒーローズ（2022年、スサノオ）
- オレカバトル2 （2025年、魔王オロロソ、邪神オロロソ）

### 吹き替え
- ハイスクール・ミュージカル:ザ・ミュージカル（ノース高男子）
- LIFT/リフト（ルーク〈ヴィヴェイク・カルラ〉）

### ボイスオーバー
- スッキリ
- 7つの海を楽しもう!世界さまぁ〜リゾート
- 100%!アピールちゃん

### ナレーション
- 究極の恋愛決断ショーSPEC HOTEL
- CIX特番
- 立川談春 presents 春風亭一蔵の一撃!
- ひろむん社長

### テレビ番組
- 岩井&花澤 まんが未知
  - かぁぁぁ選手権『香る体操服』（成瀬くん）
  - 『副業ヒーロー スパイス★ボーイズ‼︎』（溜理玖）

### ラジオドラマ
- 絵物語WA-GEI（だくだく）

### 朗読劇
- 鉄輪（源博雅）
- ハコクの剣（侍、ニュース）※音声
- 魔法の呪文はガン・マビ・レーテ（父）※音声